# Catagramma audofleda
Catagramma audofleda är en fjärilsart som beskrevs av Otto Thieme 1904. Catagramma audofleda ingår i släktet Catagramma och familjen praktfjärilar. Inga underarter finns listade i Catalogue of Life.